# いちまる
株式会社いちまる（英: ICHIMARU CO.LTD）は、静岡県焼津市に本社を置く、水産・食品事業を展開するいちまるグループの中核となる企業である。

## 事業内容
- 食品事業本部：真空調理食品、調理缶詰の製造・販売
  - 静岡県や静岡県立大学名誉教授の貝沼やす子などと連携し、静岡県産米「ミズホチカラ」のペーストによる[1]学校給食用パン、ケーキ開発を行っている[2]。
- MD事業部：工場直売所、ECサイト運営
- 水産部：水産加工品販売
- 問屋部：水産情報化事業
- 漁撈部：水産物の供給、水産資源の開発・調査

## 沿革
- 1868年（明治元年） - 海産魚問屋を操業。
- 1948年（昭和23年）9月 - 株式会社松村友吉商店を設立[3]。
- 1949年（昭和24年） - 石油販売を開始。
- 1953年（昭和28年） - 缶詰製造を新設。
- 1955年（昭和30年） - 漁業経営を開始。
- 1962年（昭和37年）8月 - スーパーマーケット株式会社富士屋を設立。
- 1965年（昭和40年） - 「株式会社いちまる」に社名を改称[3]。
- 1975年（昭和50年）10月 - 株式会社焼津冷凍、松友水産株式会社を設立。
- 1981年（昭和56年） - 海外旋網漁船を建造。
- 1987年（昭和62年） - 本社新社屋を新設。
- 1988年（昭和63年）8月 - 株式会社住まいの富士屋を設立。
- 1990年（平成2年） - ブラ・ド・シェフ食品工場（真空調理法食品）を建設。
- 1994年（平成6年） - 北陸営業所を開設（石川県金沢市）。
- 1996年（平成8年） - 焼津フットサル倶楽部をオープン。
- 1998年（平成10年）5月 - 株式会社グローバルコムを設立。
- 2007年（平成19年） - いちまる食品工場の全施設でミニHACCP取得。
- 2010年（平成22年）4月 - 株式会社いちまるホーミングを設立。
- 2013年（平成25年） - スポーツヴィラ施設内にサッカー場を新設。
- 2019年（平成31年） - エネルギー部を株式会社いちまるホーミングと統合。
- 2020年（令和2年）4月 - 持株会社として株式会社いちまるスティムレートを設立[4]。

## いちまるグループ
- 株式会社いちまる：食品事業・水産事業
- 株式会社富士屋：総合食品小売販売（スーパーマーケット）、青果・精肉・鮮魚・一般食品・菓子・日用雑貨など大衆日常必需品のセルフサービス販売
- 松友水産株式会社：水産物仲卸業務
- 株式会社いちまるホーミング：建設、設備、設計監理業務、住宅リフォーム、太陽光発電システム・LED照明等販売、総合エネルギー事業
- 株式会社いちまるスティムレート：グループ統括、総合戦略の立案・推進

### 関連会社
- 株式会社焼津冷凍：冷蔵庫事業、物流事業
- 株式会社ウィンウィン：ベーカリー小売事業
- 株式会社グリーンテック：農業（水耕栽培、土耕栽培）、委託加工事業